# 1908년 하계 올림픽 사격
1908년 하계 올림픽 사격은 영국 런던에서 개최된 1908년 하계 올림픽의 경기 종목이다. 14개국에서 선수 215명이 참가하였다.

## 경기장
| 도시   | 경기장                | 원어명                       | 비고            |
| ------ | --------------------- | ---------------------------- | --------------- |
| 런던   | 욱스던 사격 학교 클럽 | Uxendon Shooting School Club | 산탄총 종목     |
| 비즐리 | 비즐리 사격장         | Bisley rifle range           | 소총, 권총 종목 |

## 참가국
사격 종목은 4개국에서 선수 42명이 참가하였다.
| - 그리스 (7명) - 네덜란드 (17명) - 노르웨이 (13명) - 독일 (1명) - 덴마크 (10명) | - 미국 (17명) - 벨기에 (10명) - 스웨덴 (19명) - 영국 (67명) - 오스트랄라시아 (1명) | - 캐나다 (22명) - 프랑스 (20명) - 핀란드 (9명) - 헝가리 (2명) |

## 메달리스트
| 종목                                | 금 | 은 | 동 |
| ----------------------------------- | --- | --- | --- |
| 남자 1000yd 자유 소총 자세히        | 조슈아 밀너 · 영국 | 켈로그 캐세이 · 미국 | 모리스 블루드 · 영국                                                                                        |
| 남자 300m 자유 소총 3자세 자세히    | 알베르트 헬게루 · 노르웨이                                                                                                 | 해리 시몬 · 미국 | 올레 세테르 · 노르웨이                                                                                      |
| 남자 300m 자유 소총 단체전 자세히   | 노르웨이 (NOR) · 구드브란 스카테보에 · 알베르트 헬게루 · 에이나르 린베르그 · 올라프 세테르 · 올레 세테르 · 율리우스 브라테 | 스웨덴 (SWE) · 구스타브 아돌프 시에베리 · 구스타프 아돌프 욘손 · 악셀 얀손 · 야네 구스타프손 · 클라예스 룬드베리 · 페르 올로프 아르비드손 | 프랑스 (FRA) · 라울 드 부아젠 · 레옹 용송 · 모리스 르코크 · 알베르 쿠르쿠앵 · 앙드레 파르멘티에 · 외젠 발름 |
| 남자 군사 소총 단체전 자세히        | 미국 (USA) · 이반 이스트먼 · 윌리엄 르슈너 · 윌리엄 마틴 · 찰스 베네딕트 · 찰스 윈더 · 켈로그 캐세이                       | 영국 (GBR) · 아서 풀턴 · 윌리엄 배드깃 · 존 마틴 · 플리우드 베를리 · 필림 리차드슨 · 허코트 옴먼드선                                      | 캐나다 (CAN) · 더갤드 맥클린스 · 브루스 윌리엄스 · 윌리엄 스미스 · 윌리엄 이스트콧 · 찰스 크로 · S. 해리 커 |
| 남자 고정 타겟 소구경 소총 자세히   | 아서 커널 · 영국 | 해럴드 험비 · 영국 | 조지 번스 · 영국                                                                                            |
| 남자 이동 타겟 소구경 소총 자세히   | 존 플레밍 · 영국 | 모리스 매튜스 · 영국 | 윌리엄 마즈든 · 영국                                                                                        |
| 남자 소멸 타겟 소구경 소총 자세히   | 윌리엄 스타일스 · 영국 | 해럴드 호킨스 · 영국 | 에드워드 어무어 · 영국                                                                                      |
| 남자 소구경 소총 단체전 자세히      | 영국 (GBR) · 모리스 매튜스 · 에드워드 어무어 · 윌리엄 핌 · 해럴드 험비                                                     | 스웨덴 (SWE) · 빌헬름 카를베리 · 에릭 카를베리 · 요한 휘브네르 본 홀스트 · 프란츠 알베르트 샤르타우                                       | 프랑스 (FRA) · 레옹 레퀴예 · 앙드레 레가우 · 앙리 보네포 · 폴 콜라                                          |
| 남자 싱글샷 사슴 소총 자세히        | 오스카르 스반 · 스웨덴 | 테드 랜킨 · 영국 | 알렉산더 로저스 · 영국                                                                                      |
| 남자 더블샷 사슴 소총 자세히        | 월터 위넌스 · 미국 | 테드 랜킨 · 영국 | 오스카르 스반 · 스웨덴                                                                                      |
| 남자 싱글샷 사슴 소총 단체전 자세히 | 스웨덴 (SWE) · 아르비드 크네펠 · 알프레드 스반 · 에른스트 로셀 · 오스카르 스반                                             | 영국 (GBR) · 월터 엘리콧 · 윌리엄 루셀 레인 조인트 · 찰스 닉스 · 테드 랜킨                                                                | 없음 |
| 50yd 자유 권총 자세히               | 폴 반 아스브로크 · 벨기에                                                                                                  | 레지널드 스토름스 · 벨기에 | 제임스 거먼 · 미국                                                                                          |
| 50yd 자유 권총 단체전 자세히        | 미국 (USA) · 아이어빙 캘민스 · 제임스 거먼 · 찰스 악스텔 · 존 다이츠                                                       | 벨기에 (BEL) · 레지널드 스토름스 · 르네 엥글베르 · 샤를 파오미에 뒤 베르주 · 폴 반 아스브로크                                             | 영국 (GBR) · 제이스 월링포드 · 조프레이 콜스 · 월터 엘리콧 · 헨리 린치 스토턴                               |
| 남자 트랩 자세히                    | 월터 에윙 · 캐나다 | 조지 비티 · 캐나다 | 알렉산더 먼더 · 영국                                                                                        |
| 남자 트랩 자세히                    | 월터 에윙 · 캐나다 | 조지 비티 · 캐나다 | 아나스타시오스 메탁사스 · 그리스                                                                            |
| 남자 트랩 단체전 자세히             | 영국 (GBR) · 알렉산더 먼더 · 제임스 피크 · 존 포스턴스 · 찰스 팔머 · 프랭크 무어 · 피터 이스트                             | 캐나다 (CAN) · 도널드 맥맥컨 · 마일리 플리처 · 아서 웨스토버 · 월터 에윙 · 조지 비비안 · 조지 비티                                        | 영국 (GBR) · 게럴드 스키너 · 리차드 허턴 · 윌리엄 모리스 · 조지 와이토커 · 존 버트 · 해럴드 크리세이        |

## 메달 집계
| 순위 | 국가     | 금메달 | 은메달 | 동메달 | 합계 |
| ---- | -------- | ------ | ------ | ------ | ---- |
| 1    | 영국     | 6      | 7      | 8      | 21   |
| 2    | 미국     | 3      | 2      | 1      | 6    |
| 3    | 스웨덴   | 2      | 2      | 1      | 5    |
| 4    | 노르웨이 | 2      | 0      | 1      | 3    |
| 5    | 캐나다   | 1      | 2      | 1      | 4    |
| 6    | 벨기에   | 1      | 2      | 0      | 3    |
| 7    | 프랑스   | 0      | 0      | 2      | 2    |
| 8    | 그리스   | 0      | 0      | 1      | 1    |
| 합계 | 합계     | 15     | 15     | 15     | 45   |

## 참고 자료
- (영어) 국제 올림픽 위원회 메달리스트 데이터베이스
- 국제 올림픽 위원회 - 1908년 하계 올림픽 사격 경기 결과 (영어)
- (영어) “Shooting at the 1908 London Summer Games”. sports-reference.com. 2016년 7월 21일에 원본 문서에서 보존된 문서. 2011년 7월 10일에 확인함.
- (영어) De Wael, Herman. “Herman's Full Olympians: "Boxing 1908".”. 2016년 3월 5일에 원본 문서에서 보존된 문서. 2018년 11월 30일에 확인함.
- Cook, Theodore Andrea (1908). 《The Fourth Olympiad, Being the Official Report》. London: British Olympic Association.

| 올림픽 사격 |                                   |               |
| 이전 대회   | 1908년 하계 올림픽 사격 런던 1908 | 다음 대회     |
| 파리 1900   | 1908년 하계 올림픽 사격 런던 1908 | 스톡홀름 1912 |